# 4712 Iwaizumi
4712 Iwaizumi eller 1989 QE är en asteroid i huvudbältet som upptäcktes den 25 augusti 1989 av de båda japanska astronomerna Kazuro Watanabe och Kin Endate vid Kitami-observatoriet. Den är uppkallad efter den japanska staden Iwaizumi.
Asteroiden har en diameter på ungefär 28 kilometer.